# Kamperbinnenpoort
De Kamperbinnenpoort is een stadspoort in de Nederlandse stad Amersfoort. De landpoort staat aan de noordzijde van de binnenstad tussen de Langestraat en de Kamp en behoort tot de eerste stadsmuur van Amersfoort. Het is een van de laatste overblijfselen van deze eerste stadsmuur, waarvan de structuur grotendeels nog te zien is in de Muurhuizen, waar de poort aan vast gebouwd is.
Aan de zijde die gericht is naar de Kamp bevindt zich boven de poort een mezekouw met zes werpgaten van waaruit verdedigers van de stad bijvoorbeeld gloeiende pek naar beneden konden gooien.
Tegenwoordig is de poort een monument. Andere nog bestaande poorten in Amersfoort zijn de water- en landpoort Koppelpoort en de waterpoort Monnikendam.

## Geschiedenis
De poort is gebouwd in de tweede helft van de 13e eeuw. De poort, Viepoort of Martenspoort geheten, is de oudste poort van Amersfoort en bestond uit twee achthoekige torens met een boog ertussen net buiten de stadsgracht. Na de realisatie van de tweede stadsmuur begin 15e eeuw raakte de poort haar verdedigingsfunctie kwijt.
In de 16de eeuw is de hoofdpoort voor de grootste deel afgebroken, enkel de voorpoort bleef gespaard. In 1827 werd de boog tussen de torens afgebroken, welke tussen 1931 en 1933 weer opgebouwd is.
In 1914 besloot de Amersfoortse gemeenteraad om de poort af te breken, zodat hier een verkeersplein kon komen. De rijksoverheid stak hier een stokje voor en stelde toen subsidie beschikbaar voor de restauratie.

## Etymologie
De naam Kamperbinnenpoort is afgeleid van de Kamp (weide), de naam van het gebied tussen de eerste en tweede stadsmuur aan de noordzijde van de binnenstad. Na de bouw van de Kamperbuitenpoort, die gebouwd is in de tweede stadsmuur, kreeg de poort zijn tegenwoordige naam.
De oude naam Viepoort verwijst naar het vie, het vee, die vanuit deze poort buiten de stadsmuren werd gebracht. Hier lagen de weilanden, die in bezit waren van de Utrechtse Sint-Maartensabdij.